# San-Pédro

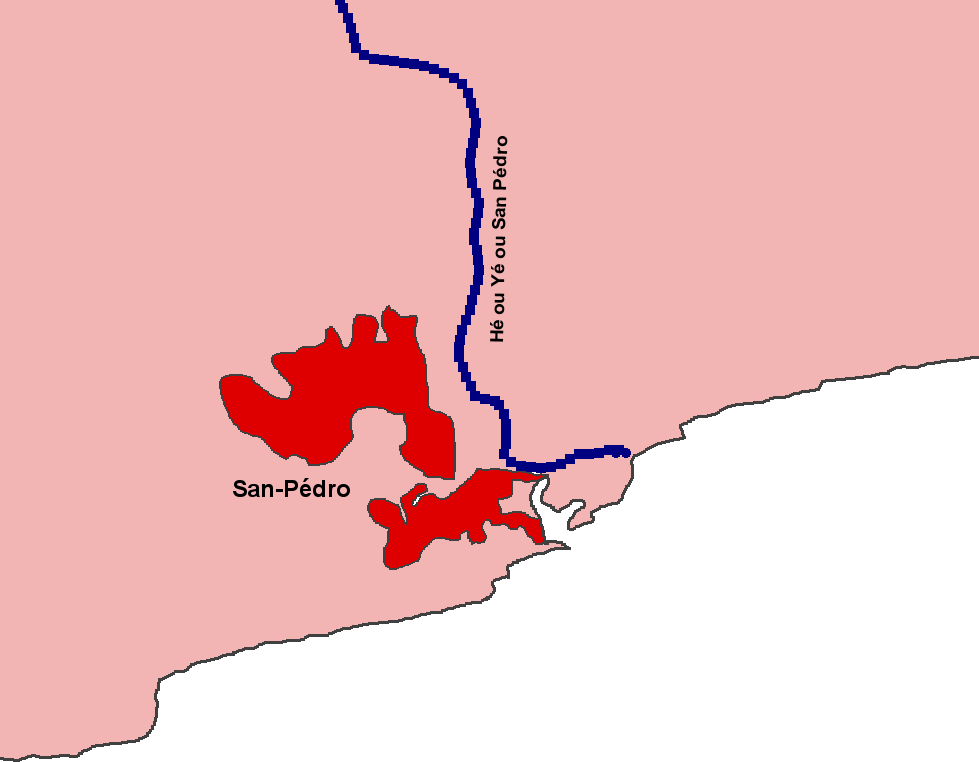
Lage von San-Pédro

San-Pédro ist eine Stadt (261.616 Einwohner, Zensus 2014) im Südwesten der Elfenbeinküste und liegt am Golf von Guinea etwa 80 Kilometer von Sassandra entfernt an der Mündung des San Pedro Flusses. Sie hat den zweitgrößten Hafen des Landes und ist Hauptort des Distrikts Bas-Sassandra und des Département de San-Pédro. Westlich der Stadt befindet sich der Nationalpark Taï, ein Weltkulturerbe der UNESCO.

## Geschichte
Der portugiesische Seefahrer Soeiro da Costa landete Mitte des 15. Jahrhunderts in der Gegend von San-Pédro und war damit wohl der erste Europäer, der diesen Küstenstreifen entdeckte. Der portugiesische Name der Stadt geht auf die Zeit der frühen portugiesischen Handelskontakte zurück. Bis zum Ausbau der Stadt Mitte der 1960er Jahre war San-Pédro ein kleines Fischerdorf mit nur rund 100 Einwohnern.
Die Stadt wurde im Zuge der Regierungskrise 2010/2011 am 30. bzw. 31. März 2011 von Einheiten der Forces républicaines de Côte d’Ivoire (FRCI) erobert. Daraufhin sackte der Weltmarktpreis für Kakao schlagartig um 10 Prozent ab.
Am 20. April 2011 wurden aus der Innenstadt von San-Pédro Kämpfe gemeldet. Dabei soll eine FRCI-Einheit versucht haben, eine andere vom Plündern abzuhalten. Als schwere Waffen eingesetzt wurden, griff die Operation der Vereinten Nationen an der Elfenbeinküste (ONUCI) schließlich ein und beendete die Kämpfe.

## Bevölkerung

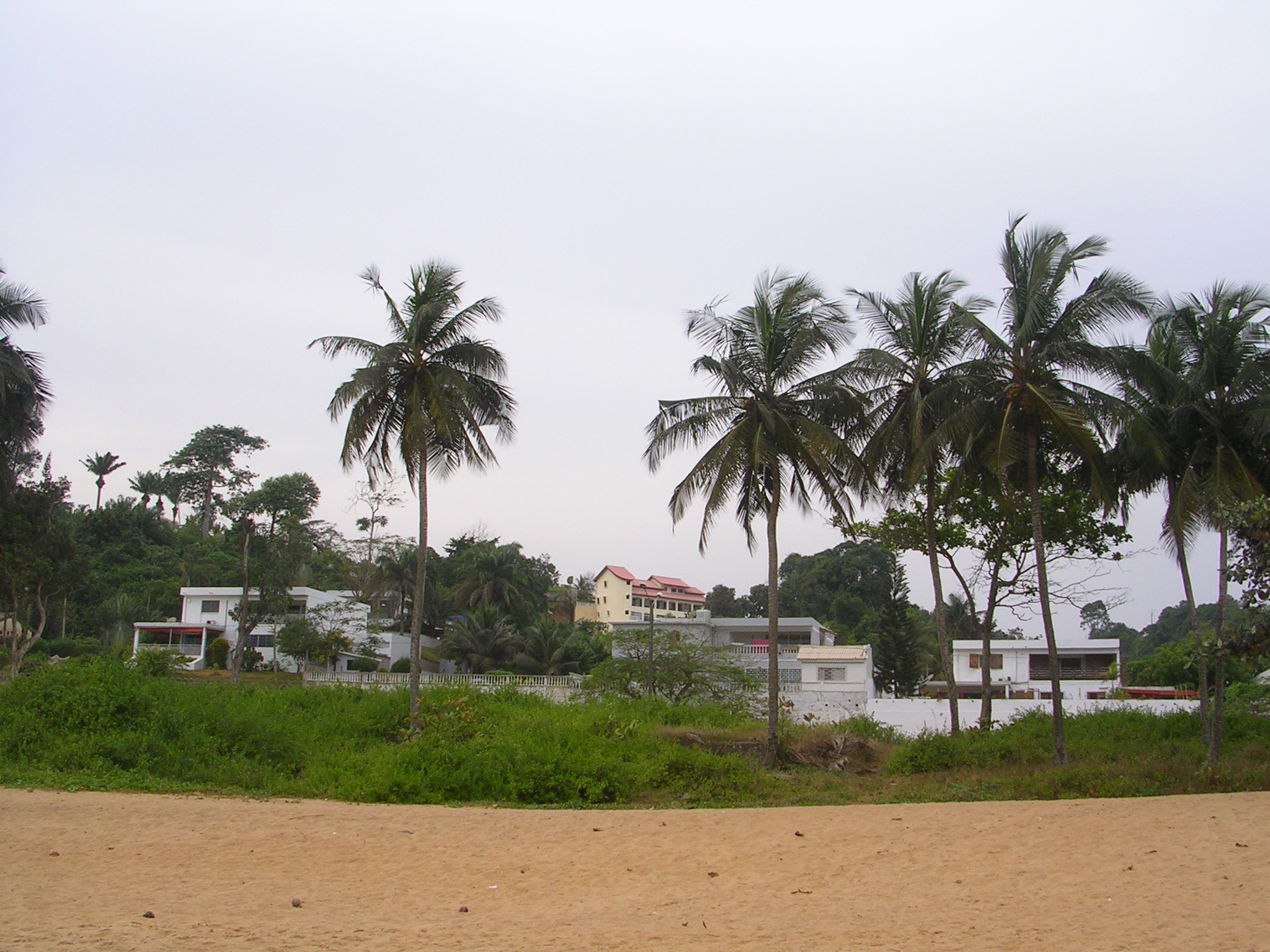
Wohnviertel der einheimischen Oberschicht und der Franzosen am Strand westlich vom Hafen

| Jahr      | 1965 | 1975   | 1988   | 1998    | 2007    |
| Einwohner | ~100 | 31.606 | 70.601 | 131.800 | 219.043 |

## Religion
San-Pédro ist Sitz des Bistums San Pedro-en-Côte d’Ivoire.

## Stadtgliederung

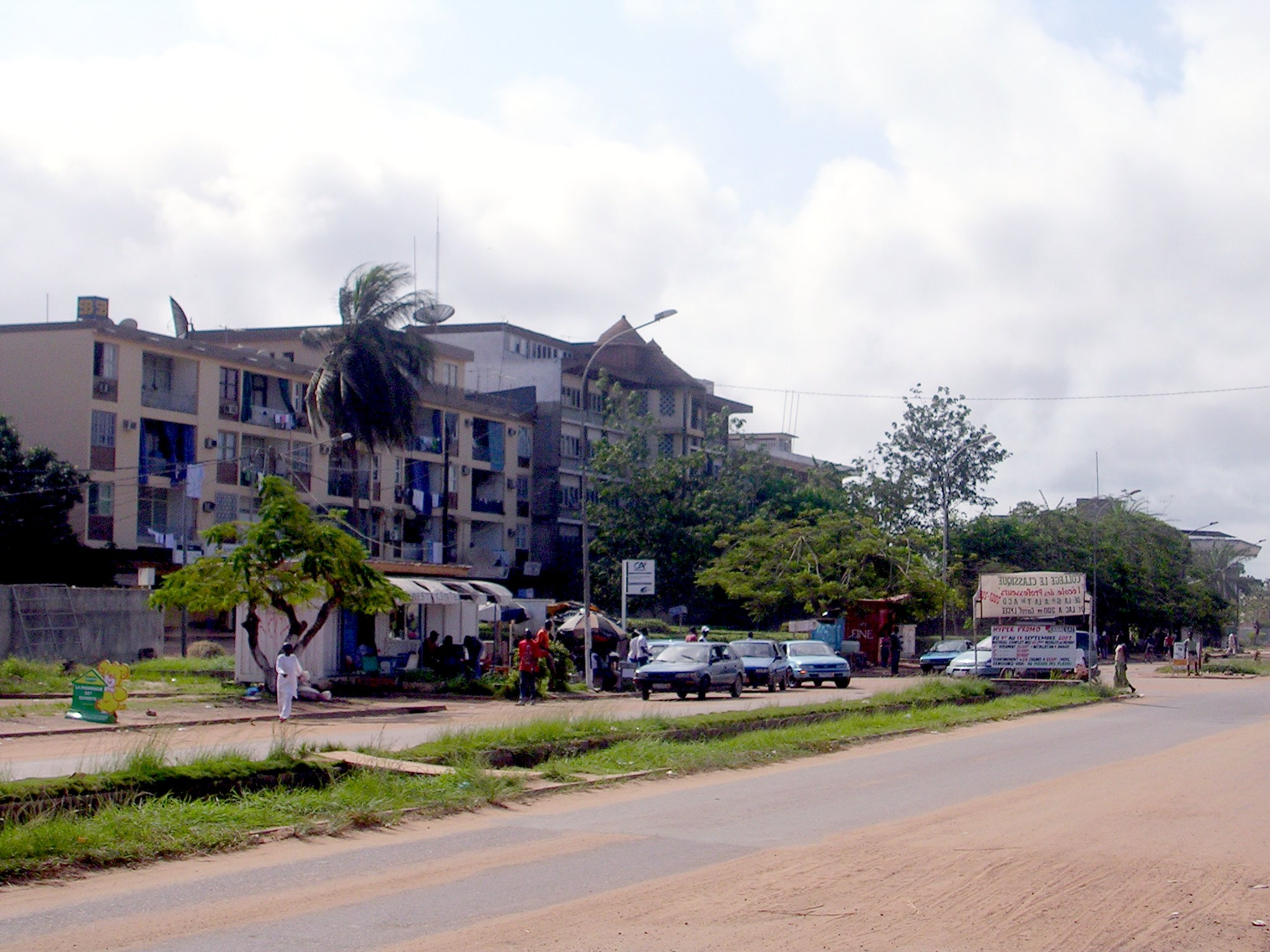
Quartier Litiro

Es gibt mehrere geographisch und sozial getrennte Stadtviertel. Geschäftszentrum ist das Quartier Litiro knapp zwei Kilometer nördlich des Hafens mit Hotels, Restaurants und Nachtleben. Zwischen Seen und San-Pédro-Fluss dehnt sich ein Industriegebiet aus. Fünf Kilometer an der Straße nach Daloa liegt das einfache Wohnviertel Le Village mit Handwerksbetrieben, etwas westlich davon befindet sich der Hauptmarkt. In dessen Nähe erstreckt sich ein weitläufiges Arbeiterwohngebiet aus Holzbaracken.
Deutlich im Gegensatz dazu steht an der Küstenstraße ein Kilometer westlich vom Hafen das französische Wohngebiet mit gepflegter Gastronomie entlang der Badestrände. Die Hügel in der Umgebung der Stadt sind bewaldet.

## Wirtschaft
Nach dem Ausbau in den 1960er Jahren ist die Fischerei ein wichtiger Industriezweig. Der Fischereihafen wurde von japanischen Investoren in den 1970er Jahren komplett ausgebaut. Die Holzproduktion und Verarbeitung ist aber immer noch der größte Arbeitgeber. Aber auch die Landwirtschaft mit Produkten wie Kakao-, Kaffeebohnen, Gummi, Baumwolle und Palmöl sind weitere Arbeitsplatzgeber.
Seit 1995 dürfen keine rohen Holzstämme mehr exportiert werden. Durch dieses Gesetz („gefälltes Holz aus der Elfenbeinküste darf nur innerhalb des Landes weiterbearbeitet werden“) wurde die Holzverarbeitung in San-Pédro ausgebaut. Weitere große Investitionen werden zurzeit in den Ausbau der Kakaoplantagen getätigt.

### Hafen

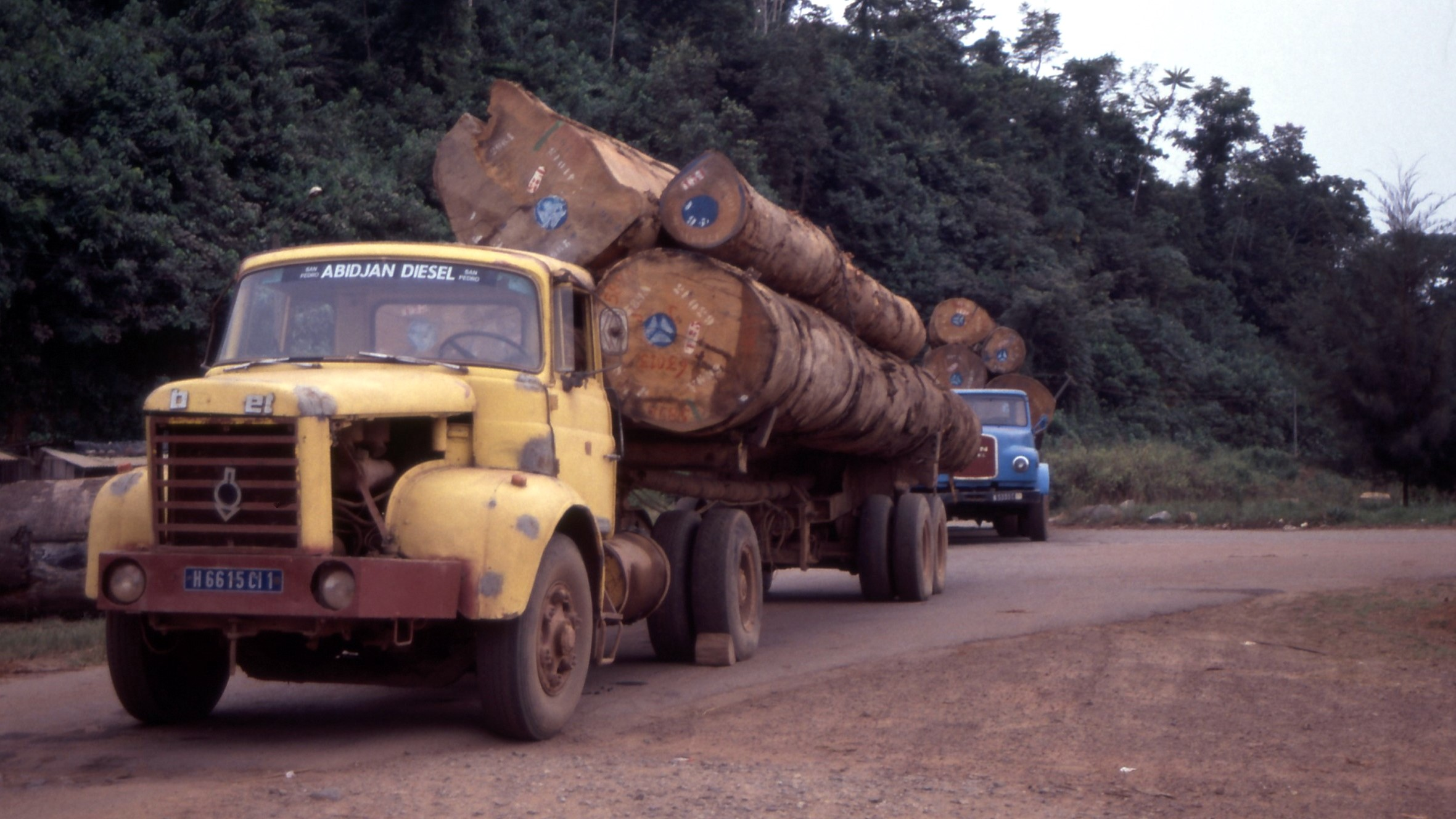
Tropenholzverladung im Hafen (1990)

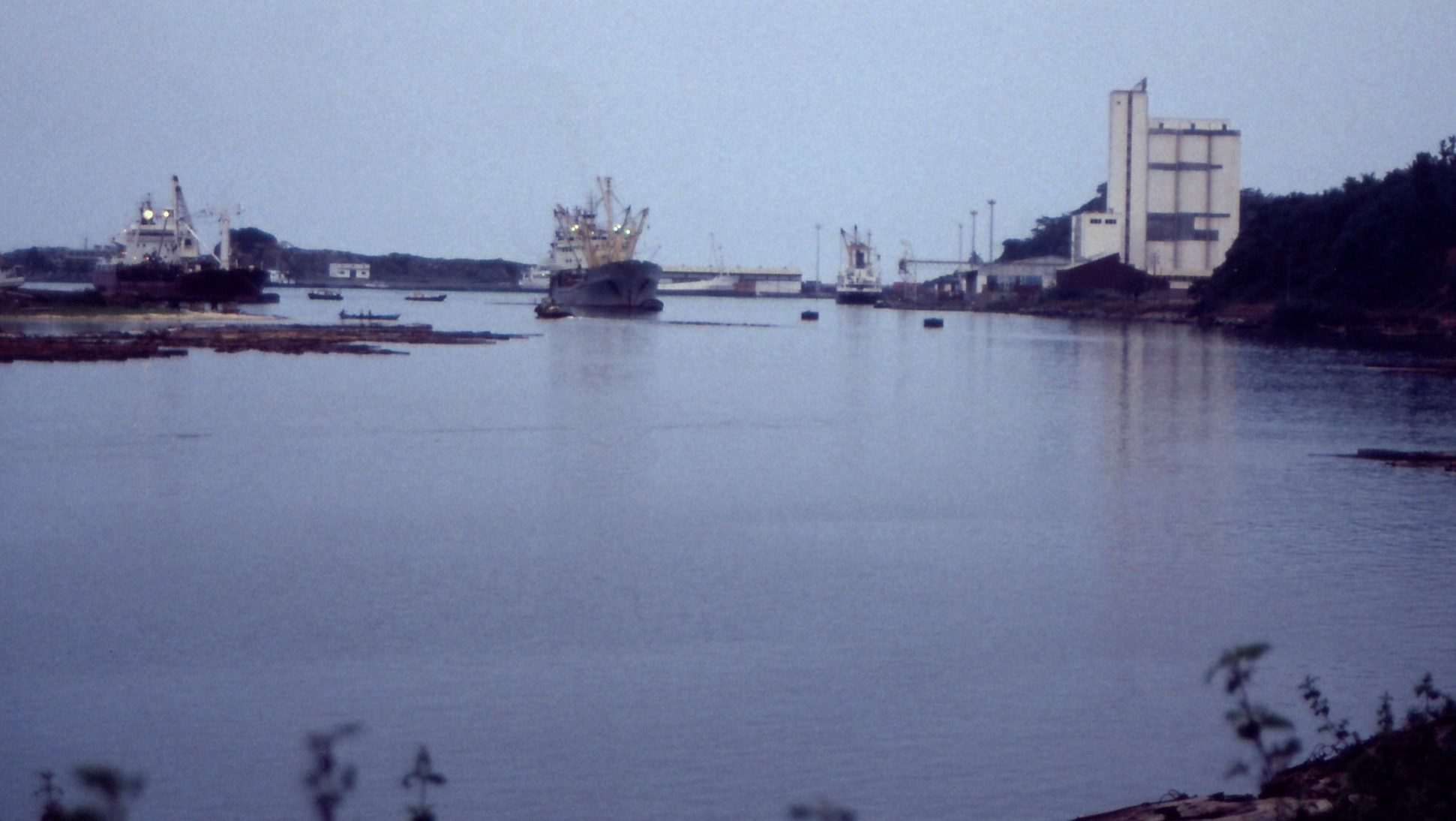
Hafen von San-Pédro (1990)

Der Hafen liegt in einer Lagune; zu dessen Schutz vor Versandung wurde der Fluss Hé ou Yé ou San-Pédro umgeleitet. In den Jahren 1968 bis 1971 wurde der Hafen durch ein französisch-deutsches Konsortium gebaut. Das Ziel war es damals, die Exporte von Holz aus dem Südwesten schneller auf das Wasser bringen zu können. Insbesondere Edelhölzer wie Mahagoni werden auch noch heute zu über 80 % nach Europa exportiert. Neben den Hauptexportgütern Fisch und Holz werden auch noch Kakao (50 % der Landesproduktion), Kaffee, Baumwolle sowie weitere landwirtschaftliche Erzeugnisse exportiert. Importiert wird hauptsächlich Weizen und Reis.
In näherer Zukunft wird der Hafen ausgebaut, wenn die geplante Eisenbahnstrecke nach Man fertiggestellt wird. Dann sollen die Mineralien (Mangan, Nickel und andere) aus Man über den Hafen von San-Pédro exportiert werden.

### Flughafen
San-Pédro hat einen eigenen kleinen internationalen Flughafen (DISP/SPY).

## Tourismus

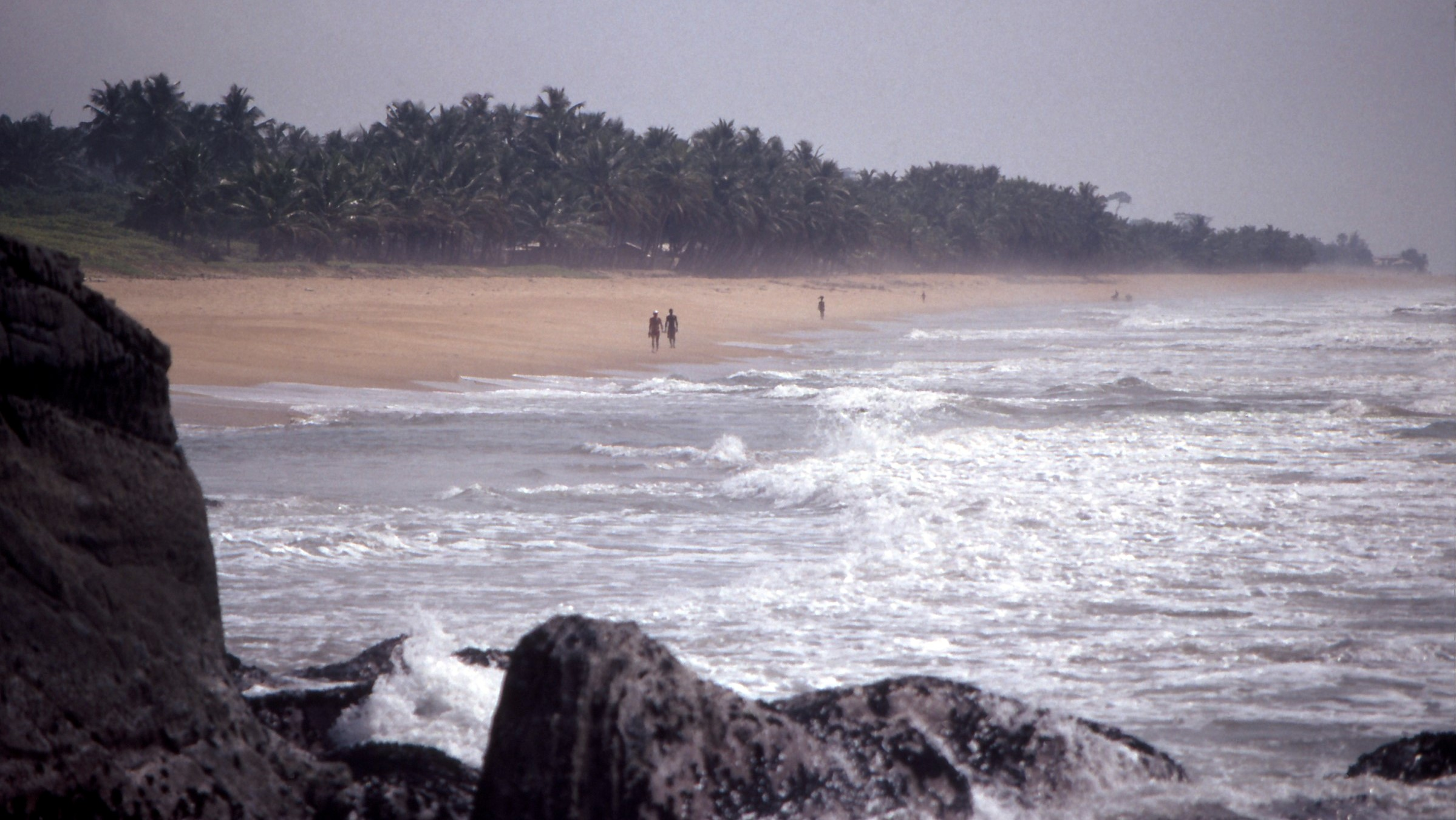
Atlantikstrand westlich von San-Pédro

Die Stadt ist bekannt für ihre natürlichen schönen Strände, an denen man sich das ganze Jahr, dank des milden äquatorialen Klimas, aufhalten kann. Immer mehr Hotels entstehen in San-Pédro.

## Sport
San-Pédro hat eine Fußballmannschaft (SéWé de San Pedro), die in der Fédération Ivoirienne de Football (1. Liga) spielt.